# Herman Schultz
Per Magnus Herman Schultz (n. 7 iulie 1823, Nykvarn, Comitatul Stockholm, Suedia – d. 8 mai 1890, Stockholm, Suedia-Norvegia) a fost un astronom suedez.

## Biografie și carieră
În anul 1878 Schultz a devenit profesor la Universitatea Uppsala și director al Observatorului Astronomic Uppsala. În 1873 a devenit membru al Societății Regale de Științe din Uppsala iar în anul 1875 s-a alăturat Academiei Regale Suedeze de Științe.
În anul 1860, el s-a căsătorit cu Charlotte Klara Amlie Steinheil, fiica astronomului Carl August von Steinheil. În decursul carierei sale Herman Schultz a descoperit 13 obiecte astronomice, care au fost introduse în New General Catalogue de către John Louis Emil Dreyer.